# Nimfasha Berchimas
Nimfasha Berchimas (22 de febrero de 2008) es un futbolista estadounidense que juega como delantero en el Charlotte F. C. de la Major League Soccer.

## Estadísticas

### Clubes
Actualizado al último partido disputado el 24 de febrero de 2024.
| Club                              | Div.          | Temporada     | Liga  | Liga  | Liga   | Copas nacionales | Copas nacionales | Copas nacionales | Copas internacionales | Copas internacionales | Copas internacionales | Total | Total | Total  |
| Club                              | Div.          | Temporada     | Part. | Goles | Asist. | Part.            | Goles            | Asist.           | Part.                 | Goles                 | Asist.                | Part. | Goles | Asist. |
| --------------------------------- | ------------- | ------------- | ----- | ----- | ------ | ---------------- | ---------------- | ---------------- | --------------------- | --------------------- | --------------------- | ----- | ----- | ------ |
| Crown Legacy F. C. Estados Unidos | 3.ª           | 2023          | 8     | 1     | 0      | —                | —                | —                | —                     | —                     | —                     | 8     | 1     | 0      |
| Crown Legacy F. C. Estados Unidos | 3.ª           | 2024          | 0     | 0     | 0      | —                | —                | —                | —                     | —                     | —                     | 0     | 0     | 0      |
| Crown Legacy F. C. Estados Unidos | Total club    | Total club    | 8     | 1     | 0      | 0                | 0                | 0                | 0                     | 0                     | 0                     | 8     | 1     | 0      |
| Charlotte F. C. Estados Unidos    | 1.ª           | 2024          | 1     | 0     | 0      | 0                | 0                | 0                | —                     | —                     | —                     | 1     | 0     | 0      |
| Charlotte F. C. Estados Unidos    | Total club    | Total club    | 1     | 0     | 0      | 0                | 0                | 0                | 0                     | 0                     | 0                     | 1     | 0     | 0      |
| Total carrera                     | Total carrera | Total carrera | 9     | 1     | 0      | 0                | 0                | 0                | 0                     | 0                     | 0                     | 9     | 1     | 0      |